# Ravna Gora (Chorwacja)
Ravna Gora – wieś w Chorwacji, w żupanii primorsko-gorskiej, w gminie Ravna Gora. W 2011 roku liczyła 1709 mieszkańców.